# 普拉隆 (科多尔省)
普拉隆（法語：Prâlon，法語發音：[pʁalɔ̃]）是法国科多尔省的一个市镇，位于该省中部，属于第戎区和乌什河与山岳市镇公共社区。

## 地理
普拉隆（47°18'36"N, 4°46'31"E）面积3.09 平方千米，位于法国勃艮第-弗朗什-孔泰大區科多尔省，该省份为法国中东部省份，北起奥布省，西接涅夫勒省和约讷省，南至索恩-卢瓦尔省，东南接汝拉省，东临上索恩省，东北部与上马恩省接壤。
与普拉隆接壤的市镇（或旧市镇、城区）包括：萨维尼苏马兰、梅蒙、阿热、马兰、乌什河畔圣玛丽。

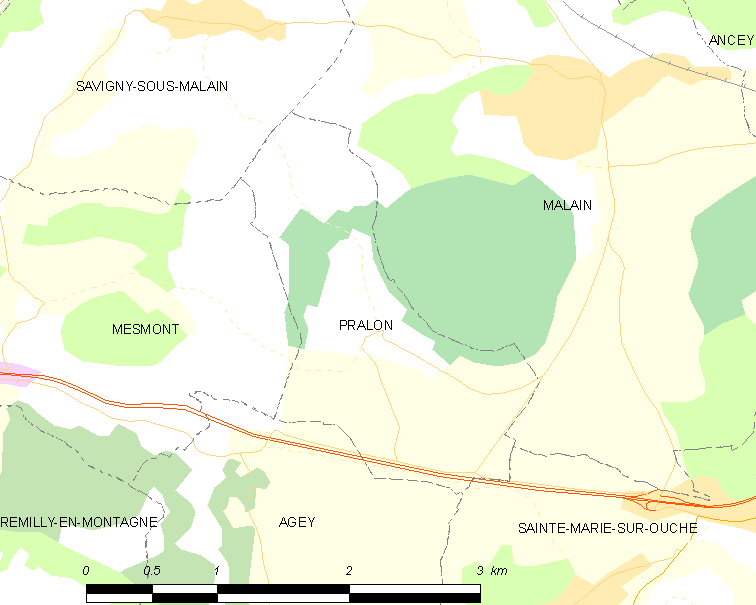
的OSM定位图

普拉隆的时区为UTC+01:00、UTC+02:00（夏令时）。

## 行政
普拉隆的邮政编码为21410，INSEE市镇编码为21504。

## 政治
普拉隆所属的省级选区为塔朗县。

## 人口

1962-2008年间人口变化图示

普拉隆于2022年1月1日时的人口数量为97人。